# Rotterdam Open 2011
Il Rotterdam Open 2011, conosciuto anche con il nome di ABN AMRO World Tennis Tournament 2011 per ragioni di sponsorizzazione, è stato un torneo di tennis che si è giocato su campi di cemento indoor. È stata la 38ª edizione del Rotterdam Open, facente parte dell'ATP World Tour 500 series nell'ambito dell'ATP World Tour 2011. Si è giocato nell'impianto dell'Ahoy Rotterdam, a Rotterdam nei Paesi Bassi, dal 7 al 13 febbraio 2011.

## Giocatori

### Teste di Serie
| Nazione     | Giocatore          | Ranking | Testa di Serie* |
| ----------- | ------------------ | ------- | --------------- |
| Svezia      | Robin Söderling    | 4       | 1               |
| Regno Unito | Andy Murray        | 5       | 2               |
| Spagna      | David Ferrer       | 6       | 3               |
| Rep. Ceca   | Tomáš Berdych      | 7       | 4               |
| Austria     | Jürgen Melzer      | 10      | 5               |
| Russia      | Michail Južnyj     | 11      | 6               |
| Croazia     | Ivan Ljubičić      | 15      | 7               |
| Francia     | Jo-Wilfried Tsonga | 18      | 8               |

* Le teste di serie sono basate sul ranking al 31 gennaio 2011.

### Altri partecipanti
I seguenti giocatori hanno ricevuto una wild card per il tabellone principale:
- Robin Haase
- Jesse Huta Galung
- Thomas Schoorel

I seguenti giocatori sono passati dalle qualificazioni:

- Grigor Dimitrov
- Benoît Paire
- Dmitrij Tursunov
- Miša Zverev

## Campioni

### Senior

#### Singolare
Robin Söderling ha battuto in finale  Jo-Wilfried Tsonga per 6–3, 3–6, 6–3
- È il secondo titolo dell'anno per Söderling, l'ottavo in carriera.

#### Doppio
Jürgen Melzer /  Philipp Petzschner hanno battuto in finale  Michaël Llodra /  Nenad Zimonjić con il punteggio di 6–4, 3–6, [10–5].

### Tennis in carrozzina

#### Singolare in carrozzina
Ronald Vink ha battuto in finale  Stéphane Houdet con il punteggio di 7–5, 6–1

#### Doppio in carrozzina
Robin Ammerlaan e  Stéphane Houdet hanno vinto il torneo.